# Natsume degli spiriti
Natsume degli spiriti (夏目友人帳?, Natsume yūjinchō, lett. "Il libro degli amici di Natsume") è un manga shōjo di Yuki Midorikawa, pubblicato dal 2005 al 2008 su LaLa DX e poi su LaLa di Hakusensha.
Il manga è stato poi adattato in un anime, dal titolo Natsume's Book of Friends, e composto da sette stagioni prodotte da Brain's Base (stagioni 1-4) e Shuka (stagioni 5-7) tra il 2008 e il 2017. In Italia il manga è pubblicato da Panini Comics a partire da aprile 2014, mentre le prime quattro stagioni dell'anime e la settima sono distribuite da Crunchyroll; la quinta e la sesta invece sono inedite.

## Trama
Sin da quando era bambino, Takashi Natsume è in possesso di una forte forza spirituale ed è in grado di vedere gli yōkai (gli spiriti del folklore giapponese), un potere ereditato dalla nonna Reiko. Un potere che è sempre stata causa per lui di problemi: orfano da quando era piccolo, Natsume è stato affidato a parenti vari, i quali lo ritenevano un bugiardo in cerca di attenzioni e un bambino difficile da gestire, per via delle storie che raccontava e a cui nessuno credeva. Anche fra i suoi coetanei veniva ritenuto un bugiardo.
A quindici anni viene affidato ai Fujiwara, una coppia di suoi lontani parenti senza figli che vivono nel paese natale della nonna Reiko e che accettano di buon grado il ragazzo, il quale per non causare problemi ai due decide di tenere nascoste le sue capacità e di non raccontare nulla sugli yōkai. Natsume entra in possesso di alcuni oggetti lasciatigli in eredità da Reiko, fra cui lo Yūjinchō (Libro degli Amici), un blocco che contiene i nomi degli spiriti sconfitti da lei e resi suoi servitori. Chiunque lo possieda ottiene anche il controllo su quegli spiriti e ciò lo rende molto appetibile per gli stessi yōkai.
Natsume prende quindi la decisione di restituire i nomi ai loro proprietari ma nel farlo incontra spiriti che vogliono il Libro degli Amici: mentre fugge da loro, Natsume libera per sbaglio Madara (ribattezzato poi dal ragazzo Nyanko-sensei), un potente spirito sigillato in un santuario e stringe un patto con lui: in cambio dei suoi servigi come guardia del corpo, Natsume gli cederà il libro alla sua morte.

## Personaggi

### Protagonisti
Takashi Natsume (夏目 貴志?, Natsume Takashi)
Doppiato da: Hiroshi Kamiya
Protagonista della serie. Come la nonna Reiko, Natsume è in possesso di una grande forza spirituale e della capacità di vedere gli spiriti. Rimasto orfano da piccolo, è andato in affidamento a diversi parenti che lo hanno sempre allontanato ritenendolo un bugiardo (per via delle storie sugli spiriti che raccontava) e un bambino strano. A 15 anni viene affidato ai Fujiwara, suoi lontani parenti che vivono nel paese della nonna Reiko: per ricambiare il loro affetto e la loro gentilezza, Natsume decide di tenere nascoste le sue capacità per non causare problemi. Frequenta il primo anno del liceo.
Da Reiko ha ereditato il "Libro degli amici" (Yūjinchō), un blocco contenente i nomi degli spiriti sconfitti dalla donna in gioventù e che le permetteva di controllarli e anche danneggiarli. A causa del suo possesso e della somiglianza fisica con Reiko, Natsume è spesso scambiato con lei dagli spiriti, desiderosi di vendicarsi oppure di assumere il controllo del Libro. Ciò ha portato alla decisione di restituire i nomi ai loro legittimi proprietari, anche se non sempre l'operazione si rivela facile.
Ad assisterlo nell'impresa ha al suo fianco Madara, ribattezzato da lui Nyanko-sensei, un potente spirito che Natsume ha liberato per sbaglio: interessato anche lui al possesso del Libro degli Amici e dopo un fallito tentativo di impadronirsene stringe un patto con il ragazzo: sarà la sua guardia del corpo fino alla sua morte e solo allora otterrà il Libro.
La forza spirituale di Natsume è decisamente elevata per un essere umano e ciò gli consente di attaccare fisicamente gli spiriti, spesso mettendoli KO con un solo colpo (come fa spesso con Nyanko-sensei). Madara sottolinea anche che questo lo rende anche una preda appetitosa agli occhi degli yōkai che mangiano umani.
In quanto discendente di Reiko, è l'unico umano in grado di leggere i nomi del Libro degli Amici e restituirli: per farlo deve avere in mente l'immagine dello yōkai in questione e il Libro indicherà la pagina contenente il suo nome. Per liberarlo è necessario mettere la pagina in bocca e usare la saliva e soffiare per liberare il nome. L'operazione richiede però un notevole dispendio di energie, che spesso lascia Natsume senza forze.
Un altro potere è la capacità, non controllabile, di vedere i ricordi e i sogni degli yōkai quando dorme in loro presenza o quando Natsume restituisce un nome oppure quando sono gli stessi spiriti a volere far conoscere il loro passato. Sembra però che la cosa non funzioni con gli yōkai di alto livello, come Madara.
È un ragazzo educato e cortese e ha una personalità a volte irascibile (spesso con Nyanko) e impulsiva, che emerge soprattutto con gli spiriti. Nonostante non voglia essere coinvolto con loro si ritroverà spesso ad aiutarli, rischiando a volte la vita. Non riesce infatti a ignorare le persone in difficoltà, siano esse umane o meno. A causa dell'ambiente in cui è cresciuto ha talvolta difficoltà a rapportarsi con le persone e finisce col nascondere i suoi veri sentimenti.
Nell'anime ha una personalità più paziente e serena, ha occhi e capelli di colore diverso (entrambi castani mentre nel manga ha capelli grigi e occhi grigio-verdi) ed è più rispettoso verso Nyanko-sensei. L'autrice lo descrive come "un ragazzo che cerca di diventare una persona gentile"
Madara (斑?)/"Nyanko-sensei" (ニャンコ先生?)
Doppiato da: Kazuhiko Inoue
Demone cane, sigillato in un santuario (non si sa ancora il motivo) finché non è stato liberato accidentalmente da Natsume. Essendo stato sigillato a lungo in una statua di un maneki neko ha finito per assumere quella forma, nella quale è visibile anche ai normali umani. Dopo aver fallito a prendere il possesso del Libro degli Amici, si proclama guardia del corpo di Natsume, con la promessa di ottenere il Libro alla morte di questi. Verrà poi adottato dai Fujiwara (ignari della sua vera identità) come animale domestico, su richiesta di Natsume.
Può tornare alla sua forma originale quando vuole: il suo vero aspetto è quello di un enorme e maestoso demone cane dal manto bianco, dotato di grande forza. Ama ricordare il fatto di essere uno yōkai di alto livello ed è in grado di assumere una forma umana visibile a tutti, ovvero di una ragazza somigliante a Reiko. È noto e temuto fra gli yōkai della sua zona. Dimostra anche di avere un certo grado di conoscenza degli spiriti e nelle pratiche magiche. Nonostante protesti quando viene definito un gatto, ha comunque atteggiamenti tipici dei felini, come l'apprezzare le carezze o giocare con giocattoli per gatti.
Il suo rapporto con Natsume è burrascoso: i due litigano spesso, prendendosi anche a botte e spera che qualche yōkai divori il ragazzo (e lui stesso talvolta ci proverà), così da ottenere subito il Libro degli Amici ma è sempre pronto a intervenire in aiuto del ragazzo, che considera "sua preda". Col passare dell'opera si affezionerà sempre di più a lui. Ha la capacità di vedere i sogni e il passato di Natsume, quando questi dorme. Offre spesso consigli a Natsume, anche se poi questi li ignori sovente.
Conosceva personalmente Reiko ma il suo nome non è contenuto nel Libro degli Amici, in quanto troppo potente per perdere contro di lei (a sua detta). Il rapporto con lei è ancora poco chiaro.
Ama bere alcolici e uscire la sera a ubriacarsi ed è un amante del buon cibo (in particolare della cucina di Touko). Il suo aspetto è basato su un maneki neko che l'autrice aveva da bambina.
Reiko Natsume (夏目 レイコ?, Natsume Reiko)
Doppiata da: Sanae Kobayashi
Nonna di Natsume. È da lei che ha ereditato i forti poteri spirituali, così come una certa somiglianza fisica. A differenza sua però, aveva un carattere deciso e prepotente. Viveva nell'area dove vive adesso Natsume con i Fujiwara.
Da giovane veniva considerata dai suoi concittadini come una sorta di mostro per le sue capacità, finendo vittima di atti di bullismo, a cui regiva con la stessa moneta. Solitaria, visto che gli umani non riuscivano a comprenderla preferiva la compagnia degli spiriti. Si divertiva a sfidarli e una volta sconfitti a scrivere il loro nome su un blocco, creando così il Libro degli Amici. Spesso usava le maniere forti o ingannava gli spiriti per ottenere i loro nomi. In alcune occasioni la si vede impugnare una mazza da Baseball avvolta da talismani. Nonostante il suo comportamento, alcuni spiriti erano affezionati a lei, come Madara o Hinoe, mentre altri invece la odiavano, per via del fatto che possedesse il loro nome oppure per essere stati dimenticati da lei o per via di promesse non mantenute.
È morta sotto un ciliegio quando era ancora giovane e per questo nessuna persona sembra ricordarsi di lei. Si sa che si era sposata e che aveva avuto una figlia, la madre di Takashi. Stando a Madara si dimenticava spesso cose e persone e aveva pessime maniere a tavola.

### Umani
Shuuichi Natori (名取 周一?, Natori Shuuichi)
Doppiato da: Akira Ishida
Un famoso attore, molto popolare fra le donne. Come Natsume ha poteri spirituali, che utilizza per il suo secondo lavoro, quello di esorcista. Incontra Natsume per caso, durante le riprese di un suo film: dopo aver verificato che fosse umano e capito le capacità del ragazzo cerca di farne un suo assistente ma lascerà perdere l'idea.
Porta gli occhiali, non per problemi di vista ma per vedere meglio gli spiriti. Per i suoi esorcisti utilizza delle bamboline di carta e ha al suo servizio tre spiriti di nome Urihime, Sasago e Hiiragi, aggiuntasi successivamente. Natsume non approva i suoi metodi di esorcismo, ritenendoli troppo brutali. Col passare del tempo Natori inizierà a usare anche altri metodi più gentili verso di loro. Inizialmente Natsume si trova a disagio con lui, sia per il suo metodo di lavoro, sia per il suo modo di fare ma nel corso dell'opera i due svilupperanno un rapporto d'amicizia e di fiducia, anche se criticherà a Natsume la sua gentilezza e la sua ingenuità di fronte agli yōkai. A volte coinvolge il ragazzo nei suoi lavori da esorcista, a sua insaputa e altre volte lo aiuta. Non è a conoscenza del Libro degli Amici.
Nonostante a prima vista sembri una persona scherzosa e allegra, nasconde un carattere più complesso. Come Natsume, anche Natori sembra aver avuto un'infanzia difficile: la sua era una famiglia di esorcisti (anche se da tempo nessuno praticava più l'attività) e dopo la morte della madre venne accusato dai parenti di esserne il colpevole, a causa dei suoi poteri. Per questo prova odio verso gli yōkai, come fa notare anche Nyanko-sensei e non si fa problemi ad esprimerlo anche dinnanzi alle sue servitrici. In realtà tiene comunque alle sue tre aiutanti.
Da quando era bambino ha uno yōkai a forma di lucertola nera che si sposta sul suo corpo e che a prima vista sembra una voglia, che si ciba di una parte minima della sua energia. Non essendo nocivo Natori lo lascia stare. Non viene detto il perché sia diventato esorcista.
Kaname Tanuma (田沼 要?, Tanuma Kaname)
Doppiato da: Kazuma Horie
Studente al primo anno, trasferitosi poco tempo dopo Natsume nella zona. Come Natsume è in possesso di poteri spirituali, anche se decisamente inferiori: può infatti percepire in parte la presenza degli spiriti oppure vedere le loro ombre. Risente però della loro presenza, dal momento che lo indeboliscono, rendendolo più facile preda delle malattie. Suo padre è un monaco buddista, che per il suo bene aveva iniziato a purificare la zona dagli spiriti, causandone l'ira. Grazie all'intervento di Natsume la situazione è tornata alla normalità. Da allora i due sono amici. È a conoscenza dei poteri di Natsume (e viceversa) e della vera identità di Nyanko-sensei.
Come il protagonista è riservato e tranquillo ma col tempo imparerà a diventare più socievole. Vorrebbe essere d'aiuto in qualche modo a Natsume ma teme di essergli d'impaccio per via delle sue deboli capacità (e Natsume del resto preferirà evitare di coinvolgerlo in faccende simili).
Tooru Taki (多軌 透?, Taki Tōru)
Doppiata da: Rina Satō
Ragazza trasferitasi da poco nella scuola di Natsume. I suoi antenati erano Onmyōji, ma Taki non possiede alcun potere, pur essendo attratta dal mondo degli yōkai. Tra gli oggetti dei suoi antenati ha ereditato dal nonno un foglietto con disegnato sopra un circolo magico. Disegnandolo per terra è possibile rendere visibile qualsiasi spirito che vi passi sopra. Uno di questi l'ha maledetta: se non riuscirà a trovarlo entro un anno, lo yōkai la divorerà, assieme alle ultime 13 persone di cui Taki ha pronunciato il nome. Per questo motivo cerca di parlare il meno possibile. Coinvolgerà Natsume per caso e con il suo aiuto riuscirà a spezzare la maledizione.
Ha un carattere gentile ma deciso ed è responsabile (si sentirà in colpa per aver coinvolto Natsume nella sua caccia). Adora le cose carine, in particolare Nyanko-sensei, che abbraccia ogni volta che lo vede. Come Kaname, vuole aiutare Natsume in ogni modo possibile.
Touko Fujiwara (藤原 塔子?, Fujiwara Tōko) e Shigeru Fujiwara (藤原 滋?, Fujiwara Shigeru)
Doppiati da: Miki Itō and Eiji Itō
Coppia di mezz'età senza figli, imparentata alla lontana con Natsume (Touko è cugina di secondo grado del padre del ragazzo). Sono gli attuali guardiani di Natsume, che trattano con gentilezze e che lo considerano a tutti gli effetti parte della loro famiglia. Natsume tratta i due con rispetto (aggiungendo il suffisso -san ai loro nomi), forse per evitare di legarsi troppo a loro e tiene nascoste le sue abilità. Touko è un'eccellente cuoca ed è molto premurosa verso Natsume. È stata lei a chiedergli di andare ad abitare con loro. Da bambino, Shigeru ha incontrato ed è stato aiutato da Reiko ma non si ricorda più di lei.
Atsushi Kitamoto (北本 篤史?, Kitamoto Atsushi) e Satoru Nishimura (西村 悟?, Nishimura Satoru)
Doppiati da: Hisayoshi Suganuma e Ryohei Kimura
Compagni di classe di Natsume. Inizialmente Natsume preferisce evitare di essere coinvolto con loro, per paura che le sue capacità potessero uscire allo scoperto ma col tempo finirà per diventare loro amico. Kitamoto è razionale e sensibile, mentre Nishimura è più allegro e divertente. Nishimura ha una cotta per Taki ma crede che lei e Natsume escano insieme.
Jun Sasada (笹田 純?, Sasada Jun)
Doppiata da: Miyuki Sawashiro
Capoclasse della classe di Natsume. È convinta che Natsume possa vedere gli spiriti, nonostante il ragazzo lo neghi ogni volta. Vuole infatti ringraziare uno spirito per averla aiutata a recuperare un portafortuna della defunta madre. Nel manga si trasferisce in un'altra scuola subito dopo questo evento. Nell'anime invece rimane cercando più volte di scoprire la verità sulle facoltà di Natsume ma senza successo.
Seiji Matoba (的場 静司?, Matoba Seiji)
Doppiato da: Junichi Suwabe
Capo del clan Matoba, una famosa e potente famiglia di esorcisti. Freddo e razionale, è una persona senza scrupoli che usa ogni metodo per svolgere il suo lavoro. Non si fa problemi a usare umani o yōkai come esche per attirare spiriti più potenti. Per lui infatti non sono altro che strumenti da usare e da eliminare qualora non fossero più utili. Utilizza arco e frecce contro di loro ma anche bamboline di carta, come quelle di Natori, per creare degli Shiki, una sorta di yōkai artificiali. Nutre interesse per Natsume (in generale per le persone dotate di poteri spirituali) perché vorrebbe entrasse a far parte del suo clan.
Porta una benda sull'occhio destro: un suo antenato lo aveva infatti offerto a uno spirito in cambio del suo aiuto ma finì con l'infrangere la promessa. Per vendetta lo spirito maledì lui e i suoi discendenti che da allora sono preda di attacchi per impossessarsi dell'occhio. Matoba sembra avere ancora l'occhio ma anche un'orribile cicatrice. Non è a conoscenza del Libro degli Amici, anche se afferma di aver sentito parlare di Reiko.

### Spiriti
Chuukyuu Yōkai (中級妖怪?)
Doppiati da: Takashi Matsuyama e Hiroshi Shimozaki
Coppia di spiriti che chiedono aiuto a Natsume per fermare un esorcista (in realtà il padre di Tanuma) che stava purificando la zona in cui abitano. Compaiono di tanto in tanto per fornire informazioni e aiuto a Natsume, verso cui provano un grande rispetto. Il loro vero nome è sconosciuto (Chuukyu significa "di medio livello")
Misuzu (三篠?, Misuzu)
Doppiato da: Takaya Kuroda
Spirito simile a un cavallo, potente quasi quanto Madara. Compare davanti a Natsume per riavere indietro il suo nome, contenuto nel Libro degli Amici. Per una serie di eventi Natsume non riuscirà a restituirlo ma Misuzu deciderà di lasciarlo in custodia al ragazzo ancora per un po'. Comparirà in altre occasioni per aiutare Natsume.
Hinoe (ヒノエ?, Hinoe)
Doppiata da: Akemi Okamura
È uno spirito femminile dall'aspetto umano che provava grande affetto verso Reiko, forse anche amore. Evocata da Natsume tramite il Libro degli Amici scambia inizialmente questi per Reiko. Nutre odio verso gli uomini, anche se sembra fare un'eccezione per Natsume. Aiuterà il ragazzo più volte. È anche una vecchia amica di Madara, anche se i due litigano spesso.
Sasago (笹後?, Sasago) e Urihime (瓜姫?, Utahime)
Doppiate da: Chieko Honda e Akari Higuchi
Spiriti al servizio di Natori. Molto fedeli nei suoi confronti, nonostante sappiano l'odio che il loro padrone prova verso gli yōkai. Sasago può manipolare i suoi capelli
Hiiragi (柊?, Hiiragi)
Doppiata da: Satsuki Yukino
Spirito legato da molti anni con una corda al collo al vecchio magazzino di una ricca famiglia. Veniva usata come guardiana e costretta a maledire tutti coloro che tentavano di entrare nell'edificio. Natori l'ha incontrata quando era bambino e le aveva bendato una ferita alla mano. Diventato adulto Natori ha tentato di esorcizzarla per adempire alla richiesta di lavoro, senza ricordarsi di lei. Grazie all'intervento di Natsume si è salvata. Sceglie poi di seguire Natori, diventando la sua terza assistente. Indossa una maschera sul volto e in battaglia usa una spada.

## Media

### Manga
Il manga scritto e disegnato da Yuki Midorikawa, venne inizialmente serializzato dal gennaio 2005 sulla rivista LaLa DX per poi spostarsi dal 2008 su LaLa dove tuttora è in corso. I capitoli vengono raccolti in formato tankōbon dal 5 ottobre 2005.
In Italia la serie viene pubblicata da Panini Comics sotto l'etichetta Planet Manga nella collana Planet Fantasy dal 19 aprile 2014. La traduzione dei testi è curata da Simona Stanzani.

#### Volumi
| Nº | Data di prima pubblicazione | Data di prima pubblicazione                                                 | Data di prima pubblicazione | Data di prima pubblicazione |
| Nº | Giapponese                  | Giapponese                                                                  | Italiano                    | Italiano                    |
| -- | --------------------------- | --------------------------------------------------------------------------- | --------------------------- | --------------------------- |
| 1  | 5 ottobre 2005              | ISBN 978-4-592-17158-4                                                      | 19 aprile 2014              | —                           |
| 2  | 5 agosto 2006               | ISBN 978-4-592-17159-1                                                      | 31 maggio 2014              | —                           |
| 3  | 5 febbraio 2007             | ISBN 978-4-592-18446-1                                                      | 28 giugno 2014              | —                           |
| 4  | 4 agosto 2007               | ISBN 978-4-592-18447-8                                                      | 26 luglio 2014              | —                           |
| 5  | 5 marzo 2008                | ISBN 978-4-592-18448-5                                                      | 30 agosto 2014              | —                           |
| 6  | 5 luglio 2008               | ISBN 978-4-592-18449-2                                                      | 27 settembre 2014           | —                           |
| 7  | 5 gennaio 2009              | ISBN 978-4-592-18667-0                                                      | 25 ottobre 2014             | —                           |
| 8  | 3 luglio 2009               | ISBN 978-4-592-18668-7                                                      | 22 novembre 2014            | —                           |
| 9  | 4 gennaio 2010              | ISBN 978-4-592-18669-4                                                      | 20 dicembre 2014            | —                           |
| 10 | 5 luglio 2010               | ISBN 978-4-592-18670-0                                                      | 21 febbraio 2015            | —                           |
| 11 | 4 marzo 2011                | ISBN 978-4-592-19361-6                                                      | 25 aprile 2015              | —                           |
| 12 | 5 luglio 2011               | ISBN 978-4-592-19362-3                                                      | 18 luglio 2015              | —                           |
| 13 | 4 gennaio 2012              | ISBN 978-4-592-19363-0                                                      | 24 ottobre 2015             | —                           |
| 14 | 5 luglio 2012               | ISBN 978-4-592-19364-7                                                      | 30 gennaio 2016             | —                           |
| 15 | 4 gennaio 2013              | ISBN 978-4-592-19365-4                                                      | 26 maggio 2016              | —                           |
| 16 | 5 luglio 2013               | ISBN 978-4-592-19366-1 (ed. regolare) ISBN 978-4-592-19873-4 (ed. limitata) | 29 settembre 2016           | ISBN 978-88-912-6315-5      |
| 17 | 4 gennaio 2014              | ISBN 978-4-592-19367-8                                                      | 22 dicembre 2016            | ISBN 978-88-912-6406-0      |
| 18 | 5 settembre 2014            | ISBN 978-4-592-19368-5                                                      | 11 maggio 2017              | ISBN 978-88-912-6544-9      |
| 19 | 1º maggio 2015              | ISBN 978-4-592-19369-2                                                      | 9 novembre 2017             | ISBN 978-88-912-6717-7      |
| 20 | 5 aprile 2016               | ISBN 978-4-592-19370-8                                                      | 15 marzo 2018               | ISBN 978-88-912-6850-1      |
| 21 | 10 ottobre 2016             | ISBN 978-4-592-19371-5                                                      | 12 luglio 2018              | ISBN 978-88-912-6955-3      |
| 22 | 5 settembre 2017            | ISBN 978-4-592-19372-2 (ed. regolare) ISBN 978-4-592-10580-0 (ed. limitata) | 22 novembre 2018            | ISBN 978-88-912-8619-2      |
| 23 | 5 settembre 2018            | ISBN 978-4-592-19373-9 (ed. regolare) ISBN 978-4-592-10599-2 (ed. limitata) | 23 maggio 2019              | ISBN 978-88-912-8811-0      |
| 24 | 2 maggio 2019               | ISBN 978-4-592-19374-6                                                      | 28 novembre 2019            | ISBN 978-88-912-9119-6      |
| 25 | 5 giugno 2020               | ISBN 978-4-592-19375-3 (ed. regolare) ISBN 978-4-592-10620-3 (ed. limitata) | 5 agosto 2021               | ISBN 978-88-287-6100-6      |
| 26 | 4 gennaio 2021              | ISBN 978-4-592-19376-0 (ed. regolare) ISBN 978-4-592-10622-7 (ed. limitata) | 17 febbraio 2022            | ISBN 978-88-287-6528-8      |
| 27 | 3 settembre 2021            | ISBN 978-4-592-19377-7 (ed. regolare) ISBN 978-4-592-10626-5 (ed. limitata) | 17 novembre 2022            | ISBN 978-88-287-2475-9      |
| 28 | 2 maggio 2022               | ISBN 978-4-592-19378-4 (ed. regolare) ISBN 978-4-592-10630-2 (ed. limitata) | 30 marzo 2023               | ISBN 978-88-287-2870-2      |
| 29 | 4 gennaio 2023              | ISBN 978-4-592-19379-1 (ed. regolare) ISBN 978-4-592-10634-0 (ed. limitata) | 31 agosto 2023              | ISBN 978-88-287-4981-3      |
| 30 | 5 settembre 2023            | ISBN 978-4-592-19380-7 (ed. regolare) ISBN 978-4-592-10636-4 (ed. limitata) | 27 giugno 2024              | ISBN 978-88-287-8408-1      |
| 31 | 5 settembre 2024            | ISBN 978-4-592-22201-9                                                      | 29 maggio 2025              | ISBN 979-12-21910-44-5      |
| 32 | 4 aprile 2025               | ISBN 978-4-592-22202-6 (ed. regolare) ISBN 978-4-592-10639-5 (ed. limitata) | ottobre 2025                | —                           |

### Anime

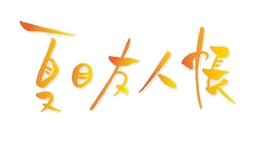
Logo della serie

Un adattamento anime intitolato Natsume's Book of Friends e prodotto dallo studio Brain's Base (dalla prima alla quarta stagione) e Shuka (dalla quinta alla settima stagione) e diretto da Takahiro Omori (dalla prima alla quarta stagione) e Kotomi Deai (quinta e sesta stagione) è stato trasmesso su TV Tokyo dal 7 luglio 2008 al 21 giugno 2017 per un totale di 74 episodi divisi in sei stagioni. Il 1º luglio 2023, in vista del XV anniversario della serie animata, è stata annunciata la produzione di una settima stagione. Quest'ultima è stata trasmessa dal 7 ottobre al 23 dicembre 2024.
La serie animata presenta una coppia di sigle rispettivamente d'apertura e chiusura per ogni stagione: Issei no sei (一斉の声?) di Shūhei Kita e Natsu yūzora (夏夕空?) di Kousuke Atari (prima stagione), Ano hi Time Machine (あの日タイムマシン?, Ano ni~tsu Taimu Mashin) dei Long Shot Party e Aishiteru (愛してる?) di Kourin (seconda stagione), Boku ni dekiru koto (僕にできること?) dei HOW MERRY MARRY e Kimi no kakera (君ノカケラ?) di Kōsuke Atari e Emiri Miyamoto (terza stagione), Ima, kono toki (今、このとき?) di Hiiragi e Takaramono (たからもの?) di Marina Kawano (quarta stagione), Takarabako (タカラバコ?) di Sasanomaly e Akane sasu (茜さす?) di Aimer (quinta stagione), Furōria (フローリア?) di Tomohisa Sako e Kimi no uta (きみのうた?) di Rei Yasuda (sesta stagione), Alca di Hinata Kashiwagi e Komari warai (こまりわらい?) di Toshiki Kondo (settima stagione).
Le prime tre stagioni sono state rese disponibili in Italia su Crunchyroll dal 18 settembre 2024, inizialmente senza sottotitoli italiani poi aggiunti successivamente, mentre le stagioni dalla quarta in poi sono state distribuite in Simulcast lo stesso giorno della trasmissione giapponese, già sottotitolati.

### Film
Un primo film, Gekijōban Natsume Yūjin-Chō: Utsusemi ni Musubu (劇場版 夏目友人帳 ～うつせみに結ぶ～?), è uscito nei cinema giapponesi il 29 settembre 2018.
Il 18 settembre 2020 è stato annunciato un secondo film, intitolato Natsume Yūjin-Chō: Ishi Okoshi to Ayashiki Raihōsha, uscito in Giappone il 16 gennaio 2021.

### Altro
Un adattamento della serie in visual novel,  (夏目友人帳 ~葉月の記~?, Natsume Yūjin-chō: Hazuki no Shirushi), è stato annunciato nel dicembre 2024 da Bushiroad. Il lancio del videogioco è previsto in Giappone per il 5 giugno 2025, su Windows e Nintendo Switch.

## Accoglienza
In un sondaggio condotto nel 2018 dal sito web Goo Ranking, gli utenti giapponesi hanno votato i loro anime preferiti usciti nel 2008 e Natsume degli spiriti è arrivato al secondo posto con 505 voti. Nel sondaggio Manga Sōsenkyo 2021 indetto da TV Asahi, 150 000 persone hanno votato la loro top 100 delle serie manga e Natsume degli spiriti si è classificata al 20º posto.